# Dubské vrchy
Dubské vrchy är en bergskedja i Tjeckien. Den ligger i den centrala delen av landet, 80 km söder om huvudstaden Prag.